# Fédération sportive universitaire belge
La Fédération sportive universitaire belge, abrégée en FSUB, en anglais, la Belgian University Sports Federation, la BUSF, est une fédération sportive pour le sport universitaire belge, dénommée anciennement Fédération athlétique universitaire belge, abrégée en FAUB. Cette fédération regroupe les fédérations francophone et néerlandophone de la Belgique, soit respectivement l'ASEUS et la Studentensport Vlaanderen.

## Histoire
Avant de devenir Fédération sportive universitaire belge, la Fédération athlétique universitaire belge était notamment connue pour avoir constitué une sélection d'étudiants pour disputer la compétition de football organisée lors des Jeux olympiques de Paris en 1900. L'équipe belge s'était alors classée troisième du tournoi.
La fédération permet aux étudiants des deux régions de participer à des championnats nationaux dans au moins 35 disciplines sportives. Les deux fédérations régionales se rencontrent pour disputer des matchs et des compétitions sportives.
Outre les compétitions nationales, la fédération fait la promotion d'étudiants pour la participation à des compétitions internationales, notamment grâce à la European University Sports Association (EUSA) et la Fédération internationale du sport universitaire (FISU).